# Serrat de Pui (Àger)
El Serrat de Pui és una muntanya de 788 metres que es troba al municipi d'Àger, a la comarca catalana de la Noguera.